# サクレピー
サクレピー（英語: Saclepea、Sagleipie、Sacleipea、Sacleipie、Sakalapie、Saklape、Sakripie、Sakriple）はリベリア国ニンバ郡サクレピー地区の都市である。